# Jackson Hole
Jackson Hole ist ein Tal im Westen des US-Bundesstaates Wyoming. Es liegt in den Rocky Mountains und wird begrenzt durch die Teton Range im Westen und die Gros Ventre Range im Süden und Osten. Im Norden geht die Gros Ventre Range in die Absaroka Range über. Durch das Tal zieht sich der Oberlauf des Snake Rivers. 

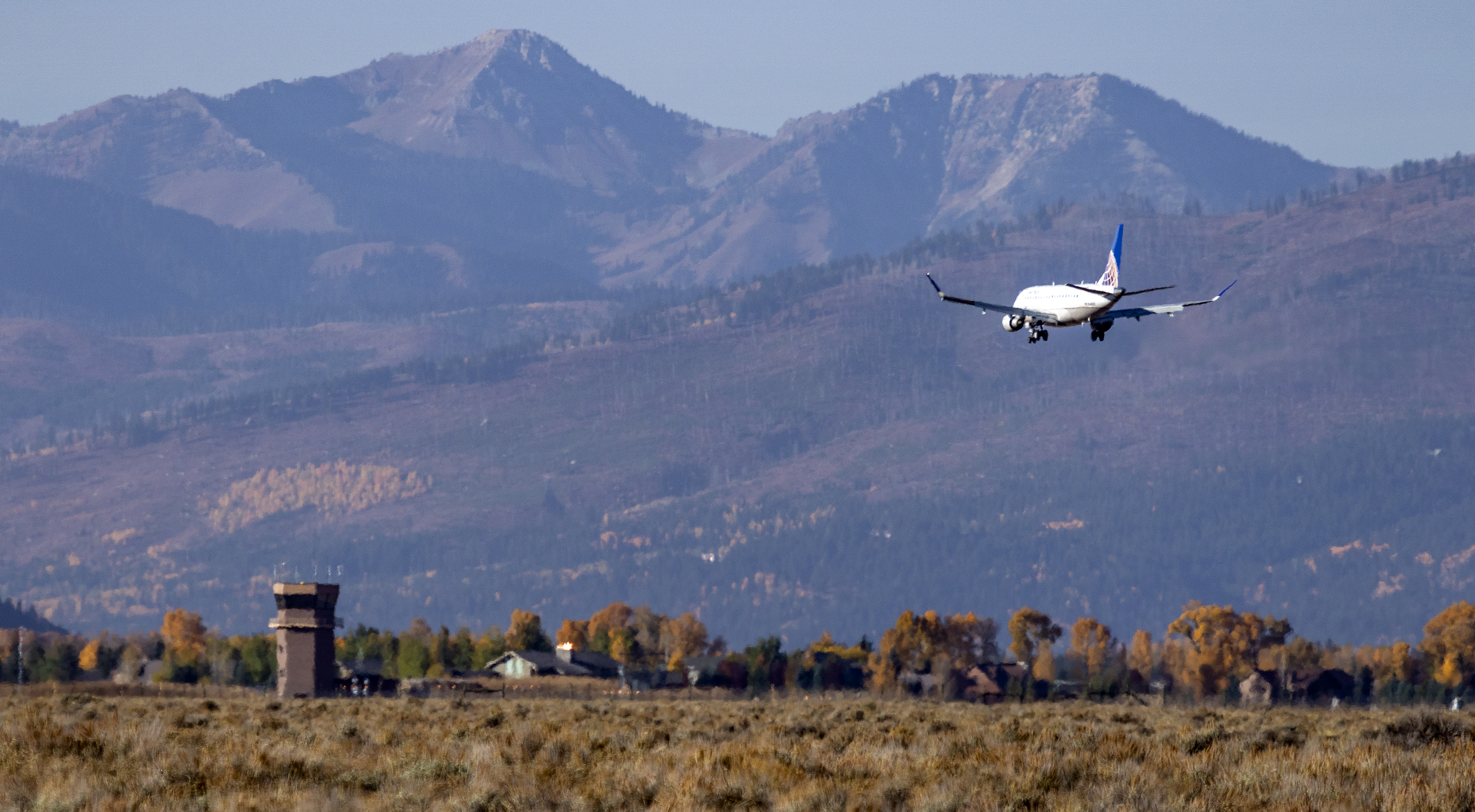
Flugzeug im Landeanflug auf den Jackson Hole Airport

Das Tal entstand vor 9 bis 13 Millionen Jahren bei der Entstehung der Basin and Range Province durch die Teton-Verwerfung in Nord-Süd-Richtung. An der westlichen Bruchseite wurde der Krustenblock aufgekippt, er bildet die heutige Tetonkette mit ihrer steilen Ost- und sanften Westflanke. Der östliche Teil des Krustenblocks sackte hingegen ab und bildet heute das Tal von Jackson Hole. Der Höhenunterschied zwischen den aufgeworfenen Gipfeln und dem Talgrund betrug ursprünglich etwa 10.000 bis 11.000 Höhenmeter. Die Erosion reduzierte die Höhe der Teton Range, das abgetragene Material verfüllte Jackson Hole teilweise. Heute liegen 2100 Meter zwischen dem Gipfel des Grand Teton und dem Talboden.

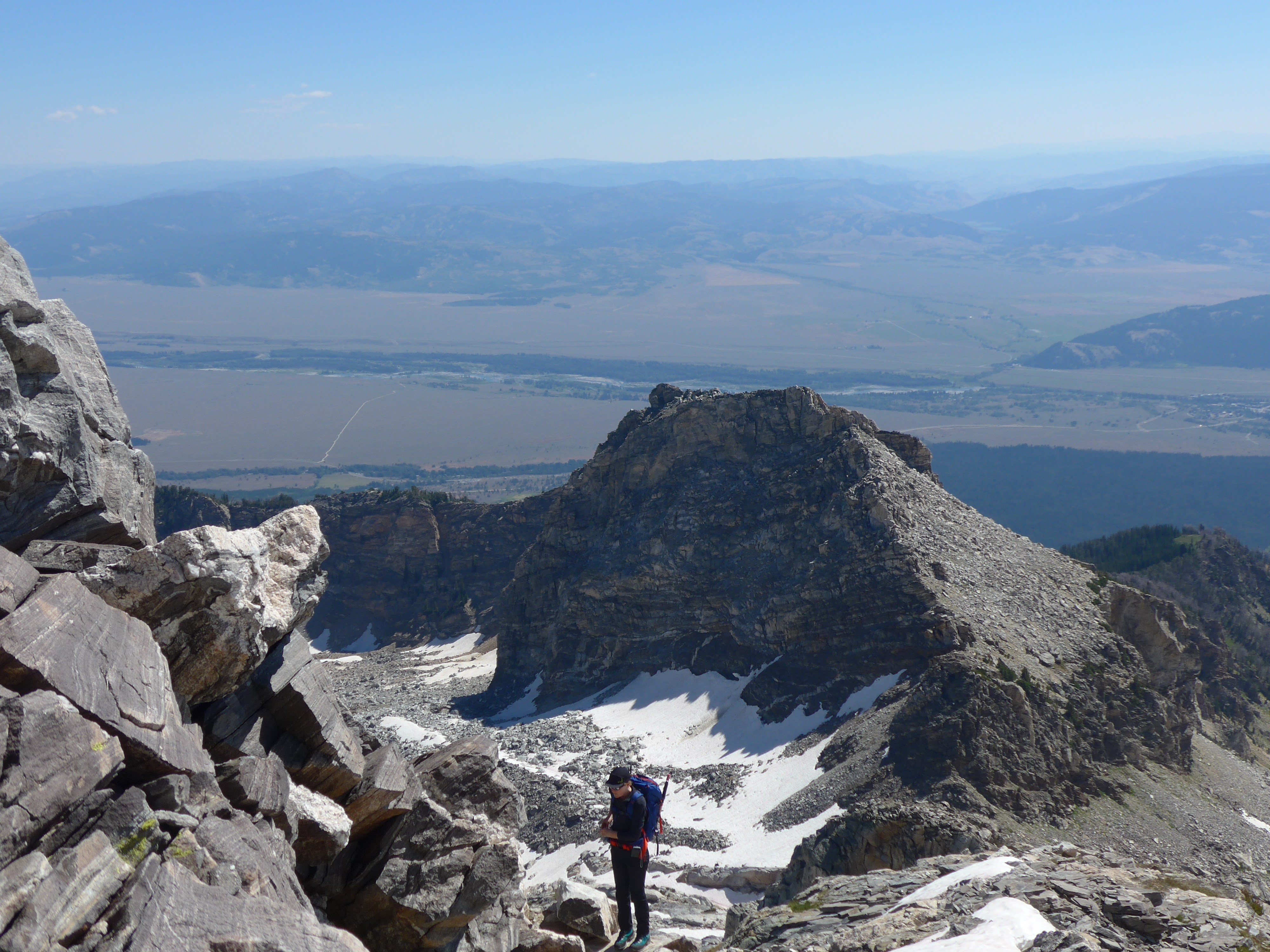
Blick vom Ostgrat des Buck Mountain über Jackson Hole

Indianer nutzten das Tal zum Jagen und für zeremonielle Zwecke, ab etwa 1870 wurde es durch Weiße besiedelt und ganzjährig bewohnt. Benannt ist das Tal nach David E. Jackson, einem Trapper und Pelzhändler, der in der Region für die Rocky Mountain Fur Company im frühen 19. Jahrhundert Biber und andere Pelztiere jagte. Den Namen hole (englisch für Loch) gaben ihm Trapper, die das Tal vor allem aus dem Norden und Westen kommend betraten, einen relativ steilen Abhang heruntersteigen mussten. 
Das Tal liegt zum Großteil im Grand-Teton-Nationalpark, im Süden liegt das National Elk Refuge, in das tausende Wapiti-Hirsche zum Überwintern ziehen. Im Südosten liegt die Stadt Jackson, die vom Tourismus lebt und im Ruf steht, die traditionelle Cowboy-Lebensart bewahrt zu haben. Hier gibt es auch mehrere Wintersportgebiete. 
Das Tal wird in Nord-Süd-Richtung durch die zusammen verlaufenden US Highways 26, 89 und 191 erschlossen. Im Südwesten führt die kleine Wyoming State Route 22 über die Teton Range aus dem Tal. Im Norden erschließt der U.S. Highway 287 den Zugang zu den Prärien im Westen.
Nordöstlich von Jackson im Grand-Teton-Nationalpark liegt der Jackson Hole Airport. Er ist der einzige Zivilflughafen, der in einem US-amerikanischen Nationalpark liegt, und gleichzeitig der Flughafen mit dem höchsten Passagieraufkommen in Wyoming.